# バークホルデリア属
バークホルデリア属又はブルクホルデリア属（Burkholderia)は真正細菌Pseudomonadota門ベータプロテオバクテリア綱バークホルデリア目バークホルデリア科の属の一つである。グラム陰性の非芽胞形成好気性の極鞭毛を持つ桿菌。バークホルデリア目及びバークホルデリア科の基準属である。属名はアメリカの植物病理学者ウォルター・バークホルダー（Walter H. Burkholder(英語版)）に因む。かつてはシュードモナス属（Pseudomonas）に分類されていたが1993年に再分類されて独立した。一部はその後さらに分類しなおされ、ラルストニア属（Ralstonia）やクプリビダス属（Cupriavidus）、パンドラエア属（Pandoraea）に移っている。

## 概要
バークホルデリア属は広範囲の代謝的及び生態学的特徴を持つ種を含んでいる。種には、偏性好気性細菌、通性好気性細菌、及び偏性嫌気性化学合成有機栄養細菌、光栄養細菌、偏性及び通性化学合成無機栄養細菌、独立栄養生物の窒素固定菌、並びに植物、動物及びヒトの病原体が含まれる。バークホルデリア属には、厳密な呼吸代謝を伴う多様な種の化学合成有機栄養細菌が含まれる。全ての種は好気的に成長することができ、またいくつかは硝酸塩を電子受容体として嫌気的に成長し、そして多くの種は窒素分子を固定することができる。有機化合物、特に芳香族化合物に関するバークホルデリア菌種の代謝的多様性により、バイオレメディエーションへの利用で関心が寄せられている。

### バークホルデリア・セパシア
バークホルデリア属の最も知られている種は、本属のタイプ種であるバークホルデリア・セパシア(Burkholderia cepacia)である。自然環境に常在する土壌細菌だが、日和見感染病原菌として呼吸器感染症や血液感染などを引き起こすことがあり、嚢胞性線維症患者において重大な肺疾患をもたらし死因となることもある。
塩化ベンザルコニウムなどの低水準消毒薬などに抵抗性を示し、院内感染を引き起こしたことがあることが報告されている。
エントナー・ドウドロフ経路で糖を酸化し、多彩な有機物を資化することができる。